# The Acid
The Acid es un cuarteto de música electrónica integrado por el DJ y productor británico Adam Freeland, el productor californiano, compositor y profesor de tecnología musical Steve Nalepa, el cantautor estadounidense Jens Kuross; y el artista australiano radicado en Los Ángeles RY X.
El 14 de abril de 2013, el grupo lanzó su autotitulado EP debut junto con un videoclip para la canción "Basic Instinct". El 7 de julio de 2014, lanzaron su álbum debut Liminal con los sellos Infectious Music (en Reino Unido) y Mute Records (en Estados Unidos).
En 2017, la banda liberó su banda sonora de la película aclamada por la crítica the bomb en formato vinilo de 12".